# محمية الغابة المتحجرة (القاهرة)
تقع المحمية على بعد حوالي 18 كيلو متراً شرق حي المعادي بمحافظة القاهرة عاصمة جمهورية مصر العربية وبالتحديد في مدينة القاهرة الجديدة (التجمع الخامس) شمال طريق القطامية / العين السخنة حيث تبلغ مساحتها حوالي 7 كم2 . وتعدّ هذه المنطقة أثراً ارضيا (جيولوجياً) نادراً لا يوجد له مثيل في العالم من حيث الاتساع والاستكمال ودراسة الخشب المتحجر فيها يساعد على دراسة وتسجيل الحياة القديمة للارض .
تم إعلان منطقة الغابة المتحجرة محمية طبيعية بموجب قرار رئيس مجلس الوزراء رقم 944 لسنة 1989.
وتزخر منطقة الغابة المتحجرة بالسيقان وجذوع الأشجار المتحجرة ضمن تكوين جبل الخشب، والذى ينتمي إلى العصر الأوليجوسيني، ويتألف من طبقات رملية وحصى وخشب متحجر تتراوح سماكته بين 70-100 متر.
وتُعتبر الغابة غنية ببقايا وجذوع وسيقان الأشجار الضخمة المتحجرة، والتي تأخذ أشكال قطع صخرية ذات مقاطع أسطوانية، تتراوح أبعادها من سنتيمترات إلى عدة أمتار، وتتجمع مع بعضها على شكل غابة متحجرة.
ويُتوقع أن تكوين الغابة المتحجرة بمنطقة المعادي يعود إلى أن أحد أفرع نهر النيل القديم منذ العصور الجيولوجية السحيقة قد حمل هذه الأشجار إلى مسافات طويلة وألقاها فى هذا المكان ثم تحفرت (تحجرت).
وبالطبع، لا تخل تجربة زهران من التحديات في التصوير، خاصة أنه يتم سؤاله كثيرًا عن سبب تصويره للمكان.
واكتشف زهران أن غالبية المشاهدين لمقطع الفيديو ليس لديهم أي خلفية عن المحمية، أو عن مكانها، أو حتى وجودها في الأساس.

ويسعى زهران إلى تنشيط السياحة في مصر، كما ينصح بشدة زيارة هذا المكان، قائلًا: "الشعور الذي يراودك عندما تلمس أشجارًا متحجرة منذ أكثر من 35 مليون سنة لا يوصف".